# Chung Il-kwon
Chung Il-kwon (tiếng Triều Tiên: 정일권; hanja:丁一權, 21 tháng 11 năm 1917 – 17 tháng 1 năm 1994) là một Tướng lĩnh, nhà Chính trị Hàn Quốc, Đại sứ, và là một vị tướng trong Chiến tranh Triều Tiên. Bút danh của ông là Chungsa.
Chung Il-kwon giữ chức Bộ trưởng Ngoại giao cho Hàn Quốc từ năm 1963 đến 1964, và là Thủ tướng Chính phủ Hàn Quốc từ năm 1964 đến 1970. Là đại sứ Hàn Quốc - Hoa Kỳ trong giai đoạn 1960 - 1961 và 1963 - 1964. Ông là một trong những người bạn thân thiết nhất của tổng thống Hàn Quốc Park Chung-hee.

## Cuộc đời
Chung sinh ra ở Ussuriysk thuộc Primorsky Krai, Nga, nơi cha ông làm thông dịch viên cho Quân đội Đế quốc Nga.  Sau cuộc Cách mạng Bolshevik năm 1917, cha ông chuyển cả gia đình về quê hương của ông là huyện Kyongwon, tỉnh Bắc Hamgyong.  Tuy nhiên, vào năm 1930, gia đình chuyển đến nơi mà ngày nay là Quận tự trị Triều Tiên Yanbian ở Mãn Châu, nơi Chung lớn lên trong hoàn cảnh nghèo khó cùng cực.  Bởi vì ông lớn lên ở Hàn Quốc khi đất nước vẫn còn bị Nhật Bản chiếm đóng, ông được đặt tên là Ikken Nakashima.
Chung Il-kwon tốt nghiệp Học viện Quân sự Tokyo năm 1940, sau đó gia nhập Quân đội Hoàng gia Nhật Bản và chiến đấu tại Trung Quốc. Kể từ khi quân đội Nhật đầu hàng, ông hợp tác với Quân đội Quốc gia Trung Quốc.
Ông điều hành Quân đội Hàn Quốc trong phần lớn các cuộc chiến tranh Triều Tiên, bao gồm cả trận đánh của Liên hợp quốc là trận Nhân Xuyên vào năm 1950. Sau khi nghỉ hưu năm 1957, ông làm Thủ tướng Hàn Quốc và giữ trách nhiệm làm đại sứ cho Hoa Kỳ và Pháp.

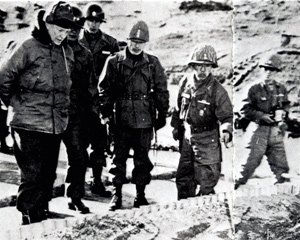
Chiến tranh Triều Tiên
(Dwight D. Eisenhower, Kim Baik-Il, Baik Seon-yup, Chung Il-kwon, ?, ?